# R/V Svea
R/V Svea är ett svenskt statligt forskningsfartyg, som ägs av Sveriges lantbruksuniversitet. Fartyget ska samla in data om fisk och havsmiljön i svenska farvatten. Sjöfartsverket ansvarar för fartygets drift och besättning. År 2019 ersatte hon det tidigare skrotade U/F Argos som ett större svenskt statligt havsforskningsfartyg.

## Användning

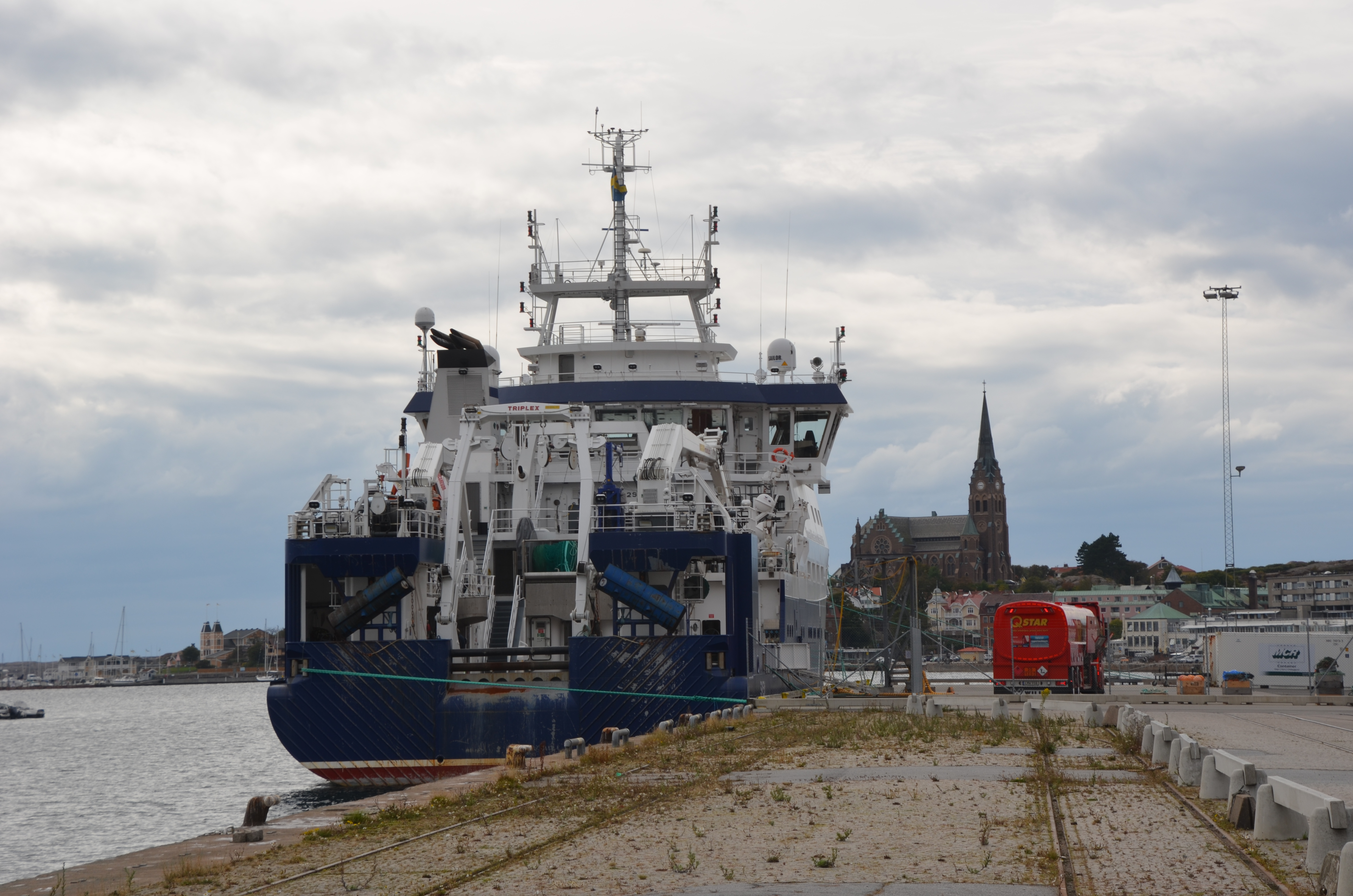
R/V Svea vid Gullmarskajen i Lysekil. I bakgrunden Lysekils kyrka.

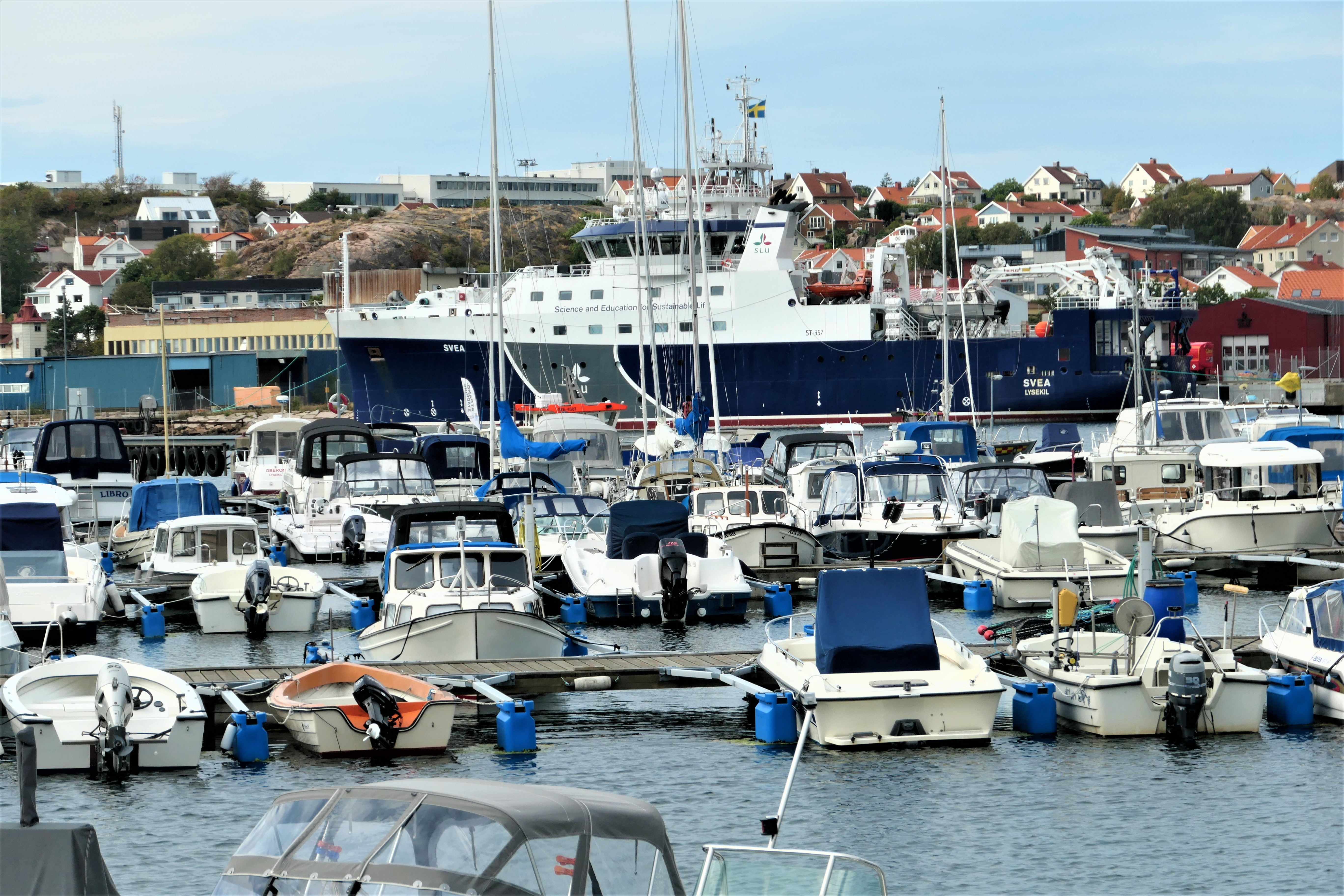
Vy mot R/V Svea i nordväst från småbåtshamnen Kolholmarna/Grötö.

Fartyget kan användas för marin forskning och miljöövervakning. Sveriges lantbruksuniversitet undersöker fiskbestånd i Skagerak, Kattegatt och Östersjön. SMHI genomför expeditioner för att studera övergödning, syreförhållanden, marin försurning och marinbiologi.
R/V Svea har hemmahamn vid Gullmarskajen i Lysekil.